# Gaucsík István
Gaucsík István (Ipolyság, 1973.) történész, a Szlovák Tudományos Akadémia Történettudományi Intézetének munkatársa.

## Élete
2012-ben az Eötvös Loránd Tudományegyetemen, illetve a Szlovák Tudományos Akadémia Történettudományi Intézetében is doktori fokozatot szerzett. Elsősorban legújabbkori gazdaságtörténeti kutatásokat (gazdasági nacionalizmus, csehszlovákiai magyarság gazdasági helyzete) végez. A Pozsonyi Városi Múzeum első világháborús kiállításának egyik szerzője.

## Művei
- 2003 A szlovákiai magyar gazdasági önszerveződés keretei és lehetőségei 1918-1938 között. Fórum Társadalomtudományi Szemle V/4, 132-144.
- 2008 A jog erejével - A szlovákiai magyarság gazdasági önszerveződése. Kalligram, Pozsony
- 2011 Podnikateľský manažment Rimamuránsko-šalgótarjánskej železiarskej účastinnej spoločnosti (1881–1918). Montánna história 4.
- 2013 Lemorzsolódó kisebbség - A csehszlovákiai magyarság jogfosztottságának gazdasági háttere 1945-1948
- 2014 Ortvay Tivadar és Pozsony. Szél-járás 2014/3, 24-32.
- 2014 A Pozsonyi I. Takarékpénztár közhasznú tevékenysége a 19. században. Fórum Társadalomtudományi Szemle 2014/3, 59-79.[halott link]
- 2015 Háború, összeomlás, jogfosztás. A csehszlovákiai magyarok 1944-1945-ben. Rubicon 2015/ 5-6.
- 2017 Az Országos Központi Hitelszövetkezet csehszlovákiai vagyona (1918-1928). Fórum Társadalomtudományi Szemle XIX/4, 65-70.
- 2019 Egy folyamat állomásai: Dunaszerdahely pénzintézetei 1872-1913 között. Spravodaj múzea - Múzeumi Híradó XXIV, 102-122.
- 2019 Mestské múzeum v Prešporku v kontexte doby (1868-1918). Bratislava
- A határ mint gazdasági probléma. A Pozsonyi I. Takarékbank helyzete az első bécsi döntés után Archiválva 2016. április 2-i dátummal a Wayback Machine-ben